# Medidas de seguridad antifalsificación del euro

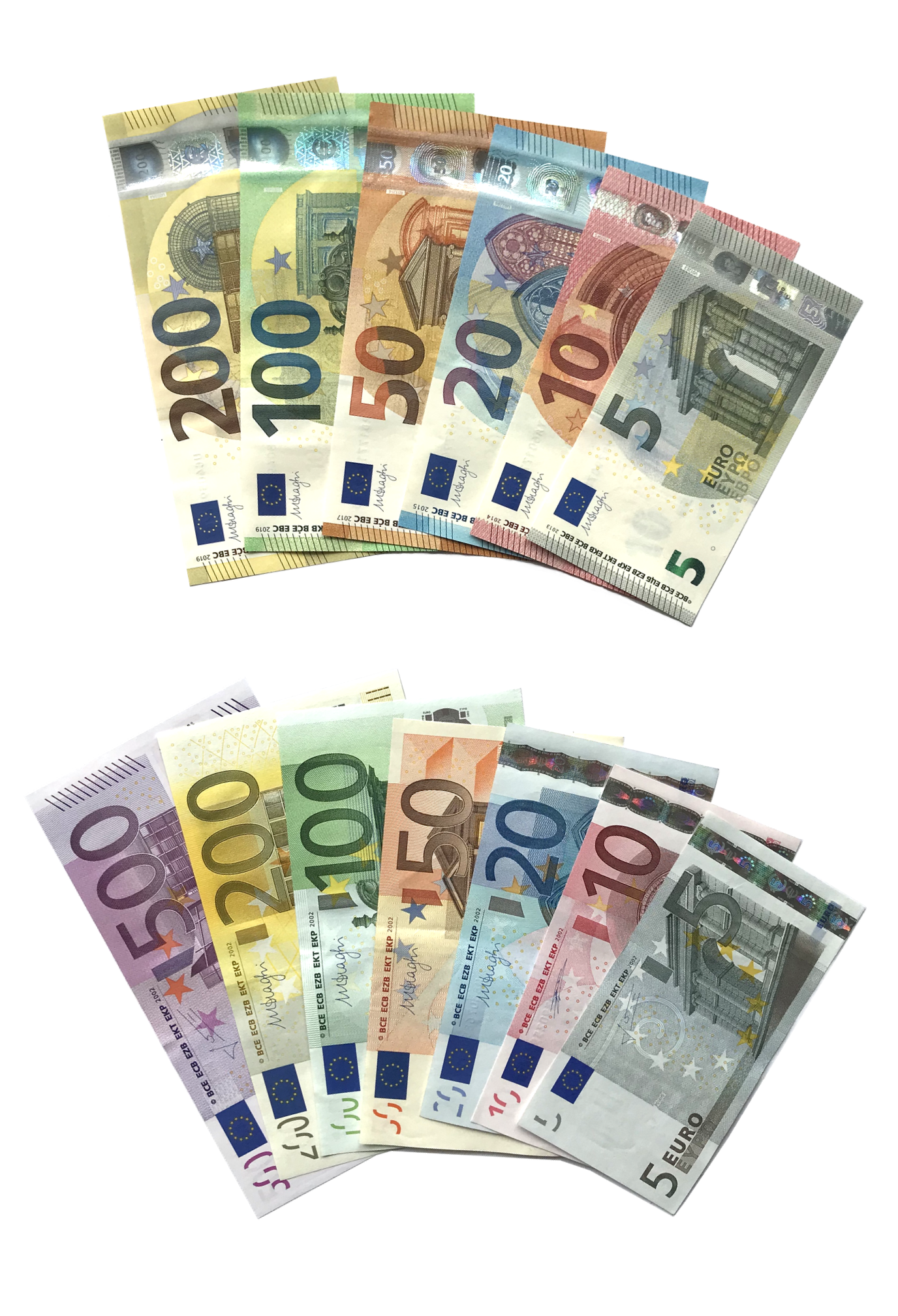
Arriba: Billetes de euro de la segunda serie (Europa, desde 2013).
Abajo: Billetes de euro de la primera serie (Épocas y estilos de Europa, 2002-2013).
Ambas series son de curso legal en la eurozona.

Los billetes de euro incorporan varias medidas de seguridad, a fin de dificultar la falsificación.
En la primera serie, los elementos de seguridad eran diferentes según el valor de los billetes: Los billetes de baja denominación (5, 10 y 20 euros) tenían una serie de elementos, y los billetes de alta denominación (50, 100, 200 y 500 euros) tenían unos elementos más elaborados. En la segunda serie (serie Europa), los elementos de seguridad son diferentes dependiendo también del valor de los billetes diviéndose en tres grupos: los billetes de 5 y 10 euros, los billetes de 20 y 50 euros, y los billetes de 100 y 200 euros.
El Banco Central Europeo ha publicado las características de seguridad principales de los billetes de euro, permitiendo así al público determinar rápidamente si un billete es auténtico o no. Sin embargo, a fin de preservar su seguridad, la lista completa es un secreto celosamente guardado.

### Primera serie

#### Billetes de baja denominación (5, 10 y 20 euros)

##### Medidas detectadas al tacto
- El papel: El papel del billete está hecho de fibra de algodón puro, lo que le confiere una textura firme, resistente y con carteo, y un tacto ligeramente áspero.
- Impresión en relieve: Se aprecia relieve en el motivo principal, en las letras y en la cifra grande que indica el valor del billete.

##### Medidas detectadas a la vista
- Marca de agua: Al mirar el billete al trasluz, se aprecia el valor del billete y el motivo principal. Además, se puede ver una serie de barras a la derecha de la marca de agua. El número y anchura de estas barras indica el valor del billete. Si se escanean, estas barras se convierten en codificación Manchester.

| Valor | Código de barras | Manchester |
| ----- | ---------------- | ---------- |
| 5 €   | 0110 10          | 100        |
| 10 €  | 0101 10          | 110        |
| 20 €  | 1010 1010        | 0000       |
| 50 €  | 0110 1010        | 1000       |
| 100 € | 0101 1010        | 1100       |
| 200 € | 0101 0110        | 1110       |
| 500 € | 0101 0101        | 1111       |

(visto desde el reverso, una barra oscura representa un 1 y una barra clara representa un 0)
- Hilo de seguridad: Al mirar el billete al trasluz, el hilo de seguridad aparece como una línea oscura. En ella puede verse la palabra «EURO» y el valor del billete en caracteres blancos de tamaño reducido.
- Motivo de coincidencia: Al mirar el billete al trasluz, las marcas impresas en la esquina superior izquierda del anverso y en la esquina superior derecha del reverso se complementan y forman la cifra que indica el valor del billete.

##### Medidas detectadas al girar el billete
- Holograma: Al girar el billete, en el anverso, el holograma muestra el valor del billete y el símbolo «€».

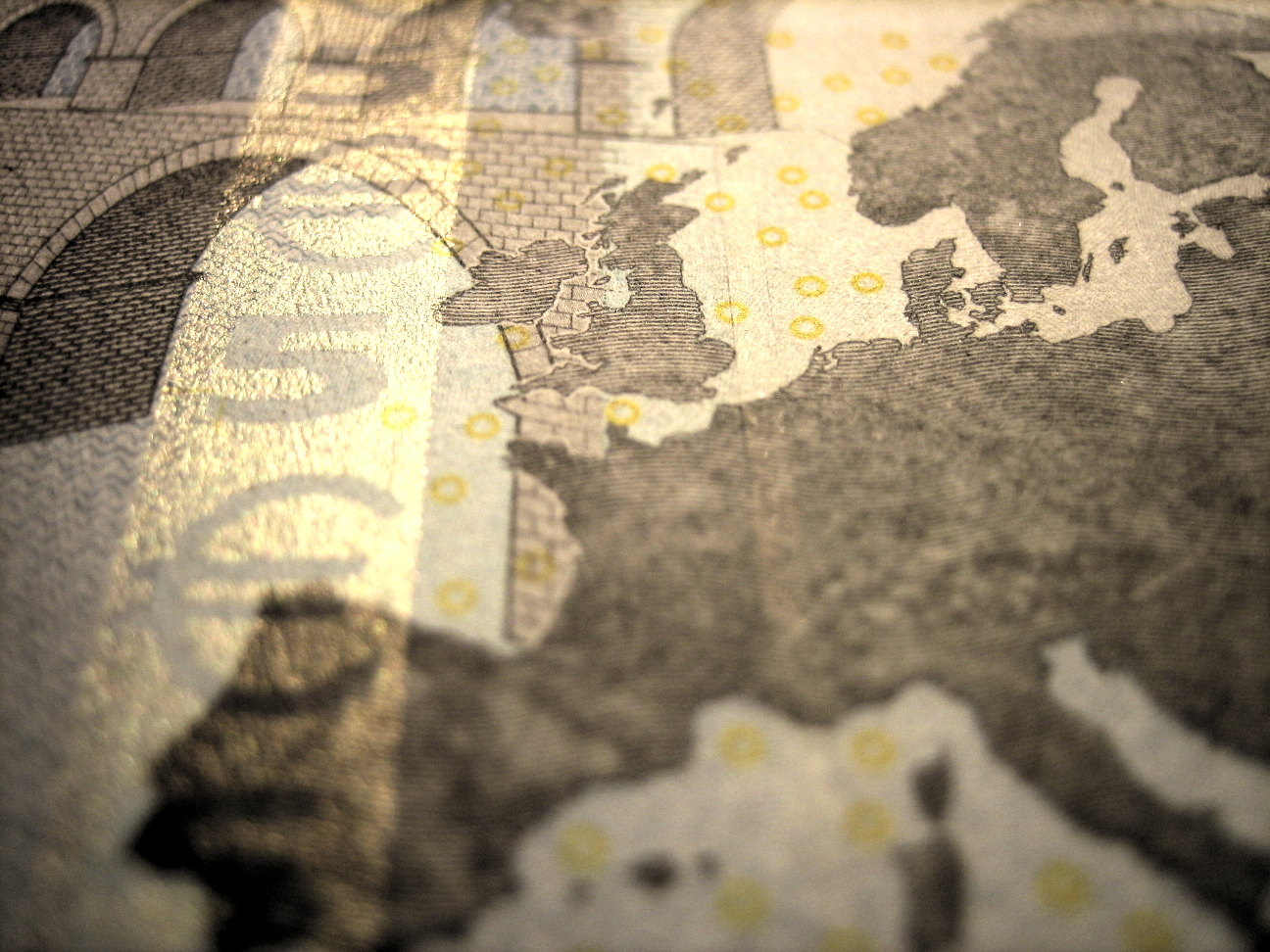
Banda iridiscente en el billete de 5 € de la primera serie.

- Banda iridiscente: Al girar el billete, en el reverso, aparece una banda dorada en la que figura el valor del billete y el símbolo «€».

##### Otros elementos de seguridad

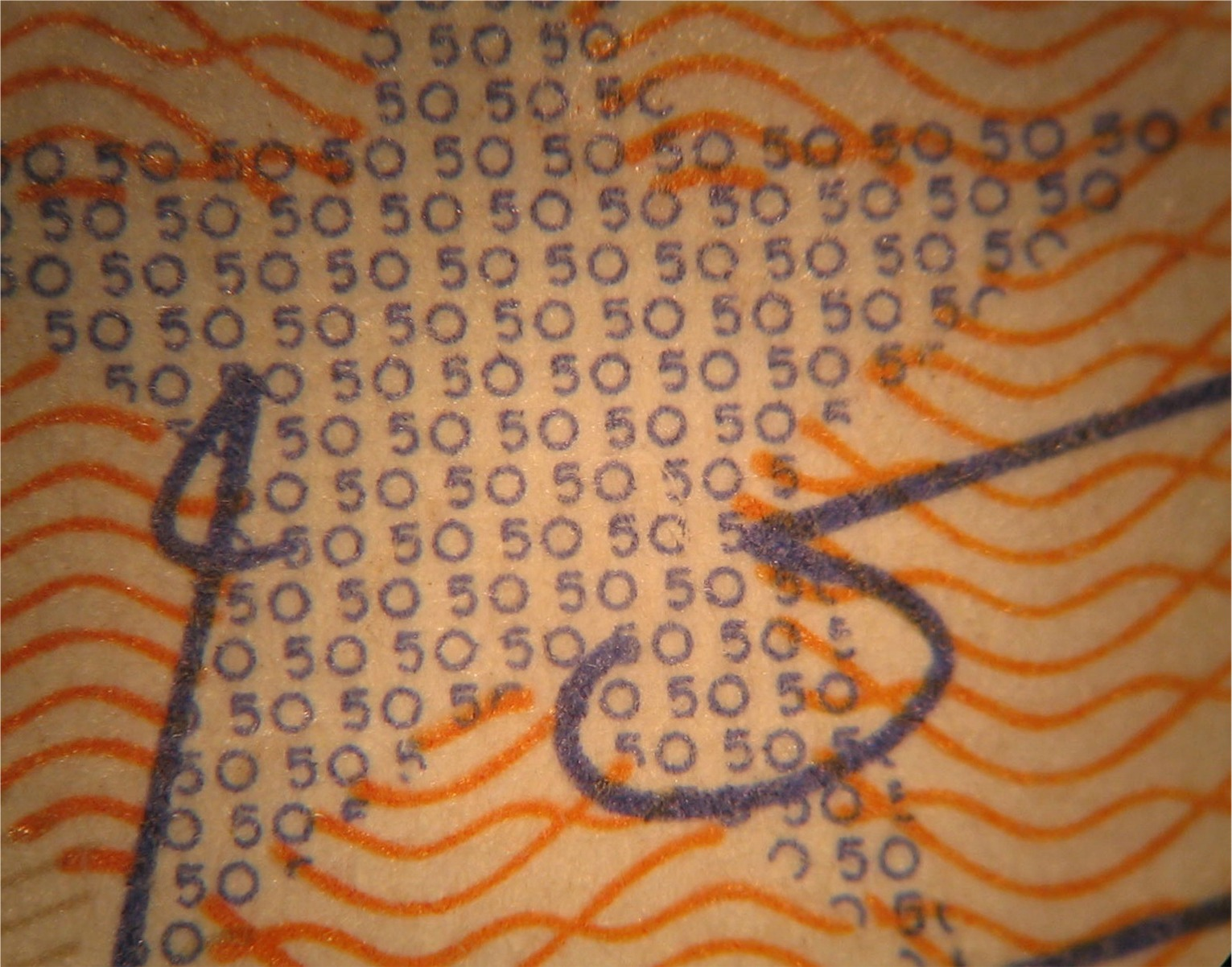
Microimpresión en el billete de 50 € de la primera serie.

- Microtexto: Algunas zonas del billete muestran una serie de caracteres de tamaño reducido que pueden leerse con ayuda de una lupa. Los caracteres no son borrosos, sino nítidos.
- Propiedades bajo una luz ultravioleta: Bajo una luz ultravioleta, el papel del billete no resplandece. Se aprecian fibras de color rojo, azul y verde embebidas en el papel, la bandera de la Unión Europea resplandece en verde y las estrellas adquieren una tonalidad anaranjada. La firma del presidente del BCE se torna verde. Las estrellas grandes y los círculos pequeños situados en el centro resplandecen en color naranja. En el reverso, el mapa, el puente y el valor del billete aparecen en amarillo.

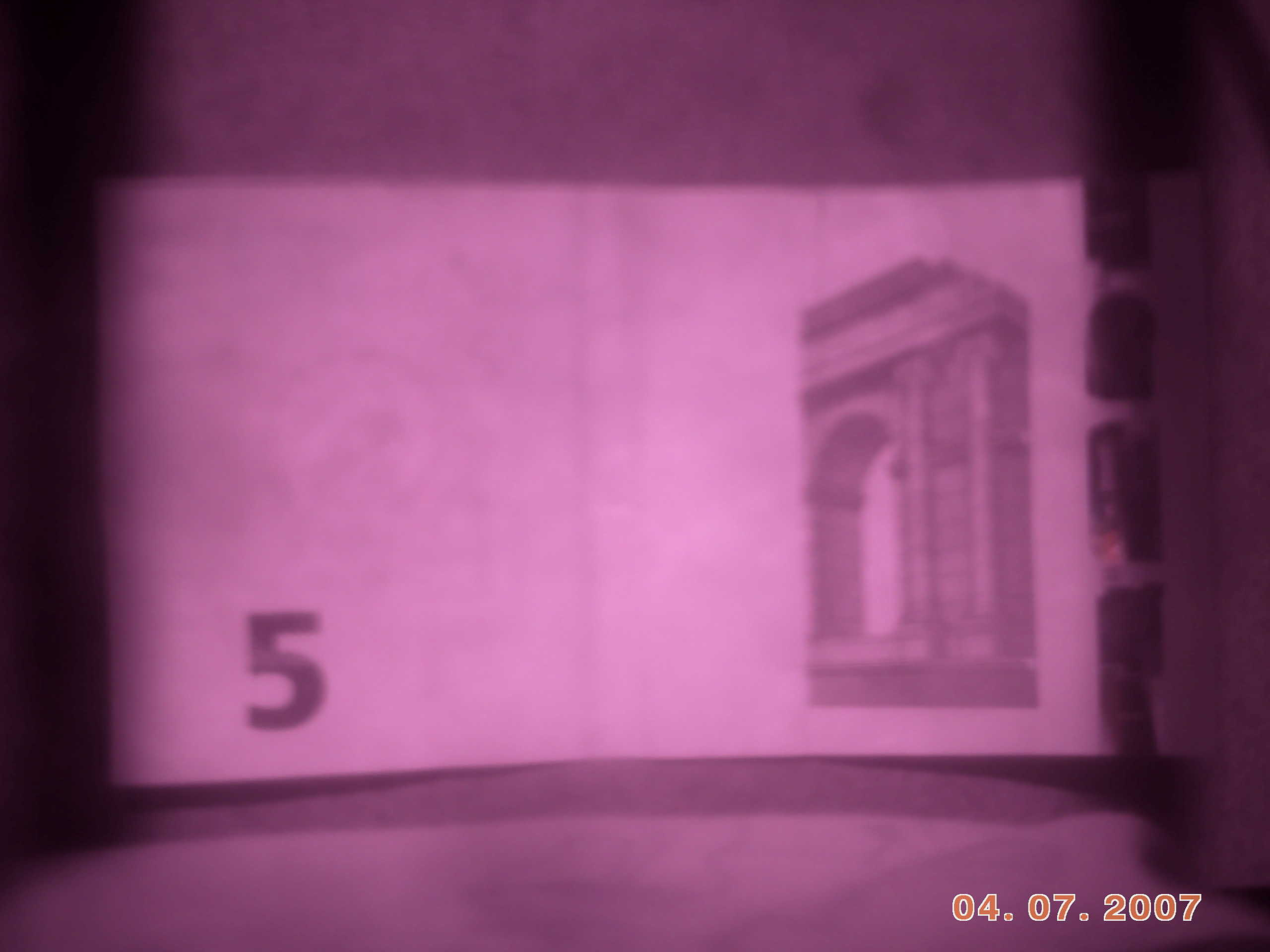
Un billete de 5 € de la serie Europa visto al infrarrojo.

- Propiedades infrarrojas: Bajo una luz infrarroja, solo son visibles el lado derecho del motivo principal y la banda plateada.

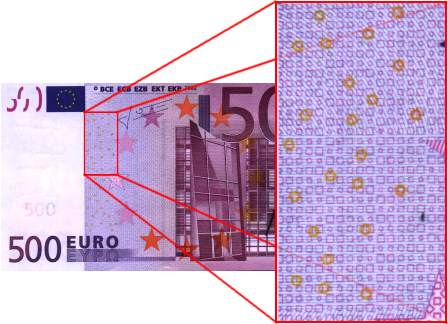
Constelación de EURión en un billete de 500 €.

- Varios patrones con la Constelación de EURión. Los billetes de euro contienen un patrón conocido como la constelación de EURión, que se puede usar para detectar que se trata de un billete a fin de impedir su copia. Algunas fotocopiadoras antiguas fueron programadas para rechazar las imágenes que incluyeran este patrón.
- Marca de agua digital: Igual que la constelación de EURión, una marca de agua digital va incorporada en el diseño de los billetes. Las versiones recientes de varios editores de imágenes, como Adobe Photoshop o Paint Shop Pro, se niegan a trabajar con imágenes de billetes. Este sistema se llama Counterfeit Deterrence System (CDS) y fue desarrollado por el Grupo de Bancos Centrales para la Disuasión de las Falsificaciones.
- Tinta magnética: Algunas zonas del billete están impresas con tinta magnética.
- Un número de serie: Cada billete tiene un número de serie único. El último dígito del número de serie es un dígito de comprobación. La letra es el código de identificación nacional del billete (el Banco Central que encargó la impresión del billete, que no es necesariamente el del país en el que se fabricó).

El último dígito del número de serie es un dígito de comprobación entre 1 y 9, que satisface el siguiente criterio: si la letra inicial se sustituye por su posición en el alfabeto internacional, entonces el resto de la división del número resultante por 9 es 8.[cita requerida] Este resto se puede obtener fácilmente sumando los dígitos del número y, si la suma todavía no resulta en un número obviamente divisible por 9, repitiendo el proceso.
Por ejemplo: al sustituir la letra por su posición en el alfabeto, Z10708476264 se queda en 2610708476264. El resto de la división por 9 se puede obtener de la siguiente manera: 26 + 1 + 0 + 7 + 0 + 8 + 4 + 7 + 6 + 2 + 6 + 4 = 71, 7 + 1 = 8.
Como alternativa, sustituir la letra por su código ASCII hace que el número resultante sea divisible por 9. Cogiendo el mismo ejemplo, Z10708476264: el código ASCII de la Z es 90, de modo que el número resultante es 9010708476264. Dividiendo por 9 se obtiene un resto 0. [De nuevo, el resultado se puede comprobar rápidamente ya que la suma de todos los dígitos es 54; 5+4 = 9 - de forma que el número es divisible por 9].
Otra forma comprobar la autenticidad de los billetes, a través de la suma de verificación es: Reemplazar la letra por su orden en el alfabeto (por ejemplo la a' es 1, la 'z', 26; sin contar la ñ, luego se suma con el resto de la serie y se obtiene un resultado, el cual debe ser 8, si el resultado es un número de dos dígitos, se suman estos hasta que haya un número de un solo dígito y debe ser 8. 
Ejemplos
1) Número de serie: X28046661572. Reemplazamos la x por su orden alfabético (24) y sumamos:
24+2+8+0+4+6+6+6+1+5+7+2=71; después, 7+1=8
2) Número de serie: X19997556626: Cambiamos la x (24, nuevamente) y adicionamos:
24+1+9+9+9+7+5+5+6+6+2+6=89; dado que el resultado tiene dos cifras, sumamos de nuevo: 8+9=17; y por el mismo motivo, 1+7=8.

#### Billetes de alta denominación (50, 100, 200 y 500 euros)
Los billetes de alta denominación tienen los mismos elementos de seguridad que los de baja denominación, con las siguientes diferencias:
- Holograma: Al girar el billete, el holograma muestra el valor del billete y una ventana o una puerta. Este holograma no es una banda vertical que ocupa toda la altura del billete como en los billetes de baja denominación, sino un motivo de menor tamaño.

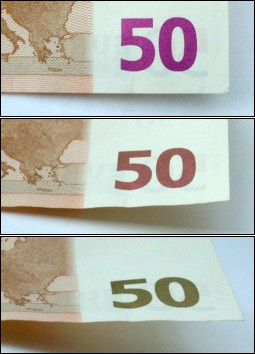
Tinta de color variable en el billete de 50 € de la primera serie.

- Número que cambia de color: Al girar el billete, en el reverso figura el número que cambia de color, de morado a verde oliva o marrón. Este elemento de seguridad sustituye a la banda iridiscente de los billetes de baja denominación.

### Segunda serie
Como se ha comentado con anterioridad, en la segunda serie (serie Europa), los elementos de seguridad son diferentes dependiendo también del valor de los billetes diviéndose en tres grupos: los billetes de 5 y 10 euros, los billetes de 20 y 50 euros, y los billetes de 100 y 200 euros.
Respecto a los elementos de seguridad de los billetes de la primera serie, las diferencias son que la marca de agua incorpora el retrato de Europa, se eliminan la serie de barras a la derecha de la marca de agua, el motivo de coincidencia, así como el número que cambia de color de los billetes de 50, 100, 200 y 500 euros, se incorpora el número verde esmeralda y se amplía la banda iridiscente a todas las denominaciones. Además, se incorpora la ventana con retrato en los billetes de 20 y 50 euros y el holograma con satélite en los billetes de 100 y 200 euros.

#### Billetes de 5 y 10 euros

##### Medidas detectadas al tacto
- El papel: El papel del billete está hecho de fibra de algodón puro, lo que le confiere una textura firme, resistente y con carteo, y un tacto ligeramente áspero.
- Impresión en relieve: En el anverso, en los bordes izquierdo y derecho hay una serie de líneas cortas en relieve. También se aprecia relieve en el motivo principal, en las letras y en la cifra grande que indica el valor del billete.

##### Medidas detectadas a la vista
- Marca de agua con retrato: Al mirar el billete al trasluz, se aprecia un retrato de Europa, el valor del billete y el motivo principal.
- Hilo de seguridad: Al mirar el billete al trasluz, el hilo de seguridad aparece como una línea oscura. En ella puede verse el símbolo «€» y el valor del billete en caracteres blancos de tamaño reducido.

##### Medidas detectadas al girar el billete
- Holograma con retrato: Al girar el billete, el holograma (banda plateada situada en el lado derecho) muestra un retrato de Europa, el motivo principal y el valor del billete.
- Número verde esmeralda: Al girar el billete, el número brillante situado en la esquina inferior izquierda produce un reflejo metálico que se desplaza verticalmente. También cambia de color, del verde esmeralda al azul oscuro.
- Banda iridiscente: Al girar el billete, en el reverso, aparece una banda dorada en la que figura el valor del billete y el símbolo «€».

##### Otros elementos de seguridad
- Microtexto: Algunas zonas del billete muestran una serie de caracteres de tamaño reducido que pueden leerse con ayuda de una lupa. Los caracteres no son borrosos, sino nítidos.
- Luz ultravioleta estándar: El papel no resplandece, es decir, no emite luz y está oscuro. Se aprecian pequeñas fibras embebidas en el papel. Cada una de ellas muestra tres colores diferentes. Las estrellas de la bandera de la UE, los círculos pequeños y las estrellas grandes resplandecen en amarillo. Otras zonas también resplandecen en amarillo. En el reverso, un cuarto de círculo situado en el centro del billete y otras zonas resplandecen en verde. El número de serie dispuesto en horizontal y una banda aparecen en rojo.
- Luz ultravioleta especial (UV-C): En el anverso, los círculos pequeños del centro resplandecen en amarillo, las estrellas grandes y otras zonas resplandecen en naranja. También puede verse el símbolo «€».

- Propiedades infrarrojas: Bajo una luz infrarroja, en el anverso del billete puede verse el número verde esmeralda, el lado derecho del motivo principal y la banda plateada. En el reverso, solo son visibles la cifra que indica el valor del billete y el número de serie dispuesto en horizontal.
- Varios patrones con la Constelación de EURión.
- Marca de agua digital: Igual que la constelación de EURión, una marca de agua digital va incorporada en el diseño de los billetes. Las versiones recientes de varios editores de imágenes, como Adobe Photoshop o Paint Shop Pro, se niegan a trabajar con imágenes de billetes. Este sistema se llama Counterfeit Deterrence System (CDS) y fue desarrollado por el Grupo de Bancos Centrales para la Disuasión de las Falsificaciones.
- Tinta magnética: Algunas zonas del billete están impresas con tinta magnética.
- Un número de serie: Cada billete tiene un número de serie único. El último dígito del número de serie es un dígito de comprobación. La primera letra es el código de identificación de la imprenta donde se imprimió el billete y la segunda letra forma parte del propio número de serie y no tiene ningún significado.

#### Billetes de 20 y 50 euros
Los billetes de 20 y 50 euros tienen los mismos elementos de seguridad que los de 5 y 10 euros, con la diferencia de que además poseen una ventana con retrato: Al mirar el billete al trasluz, la ventana del holograma se vuelve transparente y muestra un retrato de Europa en ambas caras del billete. Al girar el billete, la ventana del holograma muestra líneas multicolor alrededor de la cifra que indica el valor del billete. En el reverso, dentro de la ventana, aparecen números multicolor que muestran el valor del billete.

#### Billetes de 100 y 200 euros
Los billetes de 100 y 200 euros tienen los mismos elementos de seguridad que los de 20 y 50 euros, con la diferencia de que además poseen un holograma con satélite: Al girar el billete, el holograma con satélite situado en la parte superior de la banda plateada muestra símbolos «€» que se mueven alrededor de la cifra que indica el valor del billete. Los símbolos «€» pueden verse más claramente bajo una luz directa.